# 537 a.C.
Il 537 a.C. (DXXXVII a.C. in numeri romani) è un anno  del VI secolo a.C.

## Eventi
Con l'editto di Ciro II il popolo ebraico può fare ritorno in patria dopo 50 anni dalla distruzione di Gerusalemme e del suo tempio.